# Jens Peter Jacobsen
Jens Peter Jacobsen (Thisted, 7 de abril de 1847 †  30 de abril de 1885) foi um autor dinamarquês, considerado o fundador da escola naturalista na Dinamarca e botânico.

## Biografia
Nasceu em Thisted, uma localidade no noroeste da região da Jutlândia (Dinamarca). Desde a sua infância que demonstrou interesse pela ciência e pela literatura. Em 1863, vai para Copenhaga para os estudos pré-universitários, mas sente-se fraco, enfrentando dificuldades até ingressar na universidade. 
Estudou botânica na Universidade de Copenhague em 1868 e foi galardoado em 1872 com  a medalha de ouro da  Academia Dinamarquesa pela sua contribuição e desenvolvimento da botânica no seu país.
O seu interesse por Darwin levou-o a desenvolver várias teses. Escreveu artigos sobre ciência em várias publicações e traduziu para dinamarquês a famosa obra A Origem das Espécies (1871-1873) e A Descendência do Homem e Seleção em Relação ao Sexo (1874) de Charles Darwin.A sua produção literária reduz-se a dois romances, algumas narrativas breves e numerosos poemas. 
Jacobsen contraiu tuberculose nos inícios da década de 1870 e passou o resto da vida lutando contra ela, que apesar de lhe ter trazido dificuldades, não o impediu de continuar a escrever e desenvolver um estilo no qual abundam descrições precisas da natureza.